# Depression Cherry
Depression Cherry là album phòng thu thứ năm của bộ đôi dream pop người Mỹ Beach House. Nó được đồng sản xuất bởi nhóm và Chris Coady, và được phát hành vào ngày 28 tháng 8 năm 2015, bởi hãng đĩa Sub Pop ở Mỹ, Bella Union ở Châu Âu, Mistletone Records ở Úc, Hostess Entertainment ở Nhật Bản và Arts & Crafts ở Mexico. Album được thu âm tại Studio in the Country ở Bogalusa, Louisiana, Mỹ, từ tháng 11 năm 2014 đến tháng 1 năm 2015. "Sparks" được phát hành làm đĩa đơn mở đường vào ngày 1 tháng 7. Album hầu hết nhận được đánh giá tích cực từ các nhà phê bình. Chưa đầy hai tháng sau khi phát hành Depression Cherry, Beach House đã tiếp tục phát hành album thứ sáu, Thank Your Lucky Stars.

## Đón nhận
| Đánh giá chuyên môn  | Đánh giá chuyên môn |
| Điểm trung bình      | Điểm trung bình     |
| Nguồn                | Đánh giá            |
| -------------------- | ------------------- |
| AnyDecentMusic?      | 7.5/10              |
| Metacritic           | 76/100              |
| Nguồn đánh giá       |                     |
| Nguồn                | Đánh giá            |
| AllMusic             | [ 3 ]               |
| The A.V. Club        | A−                  |
| Entertainment Weekly | A−                  |
| The Guardian         | [ 6 ]               |
| The Irish Times      | [ 7 ]               |
| NME                  | 5/10                |
| Pitchfork            | 8.4/10              |
| Q                    | [ 10 ]              |
| Rolling Stone        | [ 11 ]              |
| Spin                 | 8/10                |

Depression Cherry ra mắt ở vị trí thứ 8 trên bảng xếp hạng Billboard 200 của Mỹ, với 27.000 bản được bán ra trong tuần đầu tiên.

## Danh sách bài hát
Tất cả lời bài hát được viết bởi Victoria Legrand; tất cả nhạc phẩm được soạn bởi Beach House.
| STT              | Nhan đề          | Thời lượng |
| ---------------- | ---------------- | ---------- |
| 1.               | "Levitation"     | 5:54       |
| 2.               | "Sparks"         | 5:20       |
| 3.               | "Space Song"     | 5:20       |
| 4.               | "Beyond Love"    | 4:24       |
| 5.               | "10:37"          | 3:48       |
| 6.               | "PPP"            | 6:08       |
| 7.               | "Wildflower"     | 3:38       |
| 8.               | "Bluebird"       | 3:56       |
| 9.               | "Days of Candy"  | 6:16       |
| Tổng thời lượng: | Tổng thời lượng: | 44:44      |

(Lấy từ ghi chú album Depression Cherry.)

## Xếp hạng
| Bảng xếp hạng (2015)                 | Vị trí cao nhất |
| ------------------------------------ | --------------- |
| Album Anh Quốc (OCC)                 | 17              |
| Album Anh Quốc Independent (OCC)     | 2               |
| Album Bỉ (Ultratop Vlaanderen)       | 13              |
| Album Bỉ (Ultratop Wallonie)         | 35              |
| Album Bồ Đào Nha (AFP)               | 12              |
| Album Đan Mạch (Hitlisten)           | 20              |
| Album Đức (Offizielle Top 100)       | 81              |
| Album Hà Lan (Album Top 100)         | 16              |
| Album Ireland (IRMA)                 | 27              |
| Album độc lập Ireland (IRMA)         | 3               |
| Album Pháp (SNEP)                    | 30              |
| Album Scotland (OCC)                 | 18              |
| Album Tây Ban Nha (PROMUSICAE)       | 37              |
| Album Thụy Điển (Sverigetopplistan)  | 24              |
| Album Thụy Sĩ (Schweizer Hitparade)  | 58              |
| Album Hoa Kỳ Billboard 200           | 8               |
| Album Hoa Kỳ Independent (Billboard) | 1               |
| Album Hoa Kỳ Top Rock (Billboard)    | 1               |
| Album Úc (ARIA)                      | 34              |

| Bảng xếp hạng (2015)              | Vị trí |
| --------------------------------- | ------ |
| Mỹ Independent Albums (Billboard) | 38     |